# 스코파스
스코파스(그리스어: Σκόπας, 기원전 395년-기원전 350년)는 파로스섬에서 태어난 고대 그리스의 조각자이자 건축가였다.

## 개요

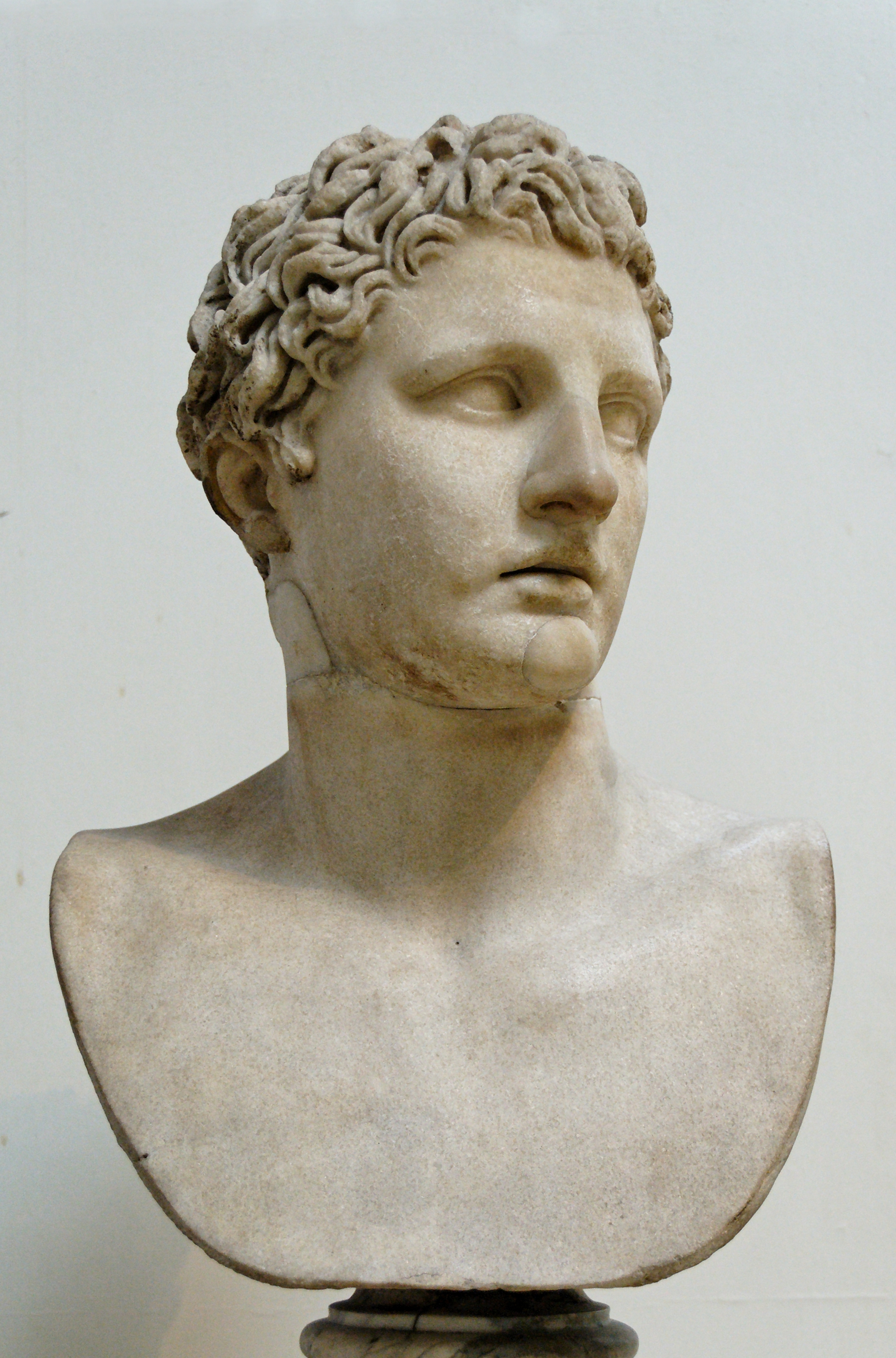
스코파스의 멜레아그로스.

프락시텔레스와 거의 같은 시대에 활약한, 고전 후기의 거장 스코파스는 인간의 깊은 내면을 추구하는, 그 시대가 가진 불안한 동요를 생생하게 표현했다.
그는 소아시아의 여러 도시를 여행하며 많은 작품을 남겼다. 대 플리니우스에 따르면 그는 아르테미시아 2세를 이어 할리카르나소스의 마우솔레움 건축에 참여한 4명의 조각가 중 한 명이다.:68 한편으로 그는 에페소스의 아르테미스 신전 부조 기둥 등에도 참여한 것으로 알려져 있다.
그 밖에 독립된 작품으로는 <포스트>와 난무하는 <마에나드> 등이 로마시대의 모각으로서 몇 점 남아 있다. <크니도스의 데메테르>(대영박물관)도 그의 양식을 전하는 걸작이다. 이들 조각상의 오목하게 깊이 파인 눈이 발산하는 격렬한 표정은 인간의 내면성을 표현한 것으로서, 프락시텔레스의 외형 묘사와는 좋은 대조가 된다.

## 같이 보기
- 그리스 조각

## 참고 문헌
- 이 문서에는 다음커뮤니케이션(현 카카오)에서 GFDL 또는 CC-SA 라이선스로 배포한 글로벌 세계대백과사전의 내용을 기초로 작성된 글이 포함되어 있습니다.